# 나라 (1988년)
나라(본명:윤혜원 1988년 7월 28일 ~)은 대한민국의 치치 멤버이자 리더와 메인댄서, 서브보컬과 랩을 맡았었다

## 프로필
- 이름 : 윤혜원
- 출생 : 1988년 7월 28일
- 신체 : 161cm, 43kg, B형
- 데뷔 : 2011년 치치 싱글앨범 장난치치마
- 소속 : 트로피엔터테인먼트
- 학력 : 한양대학교 무용학과
- 취미 : 영화 감상
- 특기 : 발레

## 생애
윤혜원은 대한민국의 치치 멤버이자 2007년 한양대학교를 입학하여 2011년 한양대학교를 졸업하였다